# Rex v Sussex Justices, Ex parte McCarthy
Der Rechtsfall Rex v Sussex Justices, Ex parte McCarthy ist ein führender Fall aus dem Jahr 1924 aus England, aus welchem ein inzwischen in fast ganz Europa bekannter Rechtssatz abgeleitet wurde:

“Not only must Justice be done; it must also be seen to be done”

„Gerechtigkeit muss nicht nur geübt werden, es muss auch nach außen erkennbar sein, dass sie geübt wird“

## Urheber des Rechtsatzes
Als Urheber dieses Rechtssatzes gilt Gordon Hewart, 1. Viscount Hewart, damals Lord Chief Justice des King’s Bench Division. Diese Formulierung wurde in der Begründung des Urteils zum Fall Rex v Sussex Justices, Ex parte McCarthy erstmals verwendete. Im Fall selbst wurde unter anderem die Unparteilichkeit  und die Ablehnung von Richtern in einem Verfahren behandelt in dem Sinne, dass bereits das bloße Auftreten von scheinbarer Voreingenommenheit der Richter in einem Verfahren ausreichen kann, um eine gerichtliche Entscheidung aufzuheben.

## Hintergrund und Anwendung des Rechtsfalles Rex v Sussex Justices, Ex parte McCarthy
McCarthy war 1923 als Motorradfahrer in einen Verkehrsunfall verwickelt, weswegen er wegen gefährlichen Fahrens vor einem Magistrat Court verurteilt wurde. Dem Angeklagten und seinem Anwalt war nicht bekannt, dass ein juristischer Mitarbeiter der Richter am Magistrat Court auch ein Mitglied einer Rechtsanwaltskanzlei war, in welcher eine Zivilklage gegen die Beklagte aus diesem Unfall geführt wurde, die wiederum Anlass zur Strafverfolgung vor dem Magistrat Court gegeben hatte. Dieser juristische Mitarbeiter des Magistrat Court zog sich auch mit den Richtern zur Beratung zurück, die, als sie zurückkehrten, den Angeklagten verurteilten.
Als der Verurteilte von diesen Umständen mit dem juristischen Mitarbeiter der Richter am Magistrat Court erfuhr, beantragte er, die Verurteilung aufzuheben. Obwohl die Richter Eide schworen, dass der juristische Mitarbeiter am Magistrat Court sie bei der Beratung nicht beeinflusst habe, wurde das Urteil aufgehoben, unter anderem mit der berühmt gewordenen Begründung:

“It is said, and, no doubt, truly, that when that gentleman retired in the usual way with the justices, taking with him the notes of the evidence in case the justices might desire to consult him, the justices came to a conclusion without consulting him, and that he scrupulously abstained from referring to the case in any way. But while that is so, a long line of cases shows that it is not merely of some importance but is of fundamental importance that justice should not only be done, but should manifestly and undoubtedly be seen to be done”

die im Laufe der Zeit verkürzt wurde zu:

“Not only must Justice be done; it must also be seen to be done”

Der in England bekannteste Fall in jüngster Zeit in diesem Zusammenhang betraf Augusto Pinochet. Im November 1998 wurde gerichtlich festgestellt, dass Augusto Pinochet seine Immunität verloren hätte. Dieses Urteil des House of Lords wurde vom selben Gericht wegen möglicher Befangenheit eines Richters, Lennie Hoffmann, Baron Hoffmann, aufgehoben. Dieser hatte Verbindungen zu der Menschenrechtsorganisation Amnesty International, die als Nebenklägerin gegen Augusto Pinochet im Verfahren auftrat.
Auch in abgewandelter Form, wird dieser Rechtssatz angewandt, z. B.: „In einem demokratischen System muss der Arm der Justiz nicht nur effizient arbeiten, sondern das muss auch sichtbar sein, und er muss den Respekt seitens der Bevölkerung erheischen“. oder „Whoever is responsible for such genocide must be indicted, and justice must be seen to be done“.

## Rezeption
Dieser Rechtssatz fand über die Rechtsprechung zur Europäischen Menschenrechtskonvention (EMRK) durch Rezeption Eingang in die Rechtsordnungen anderer europäischen Staaten und kann mittlerweile als europäischer Rechtsgrundsatz angesehen werden.